# Fuente el Olmo de Fuentidueña
Fuente el Olmo de Fuentidueña is een gemeente in de Spaanse provincie Segovia in de regio Castilië en León met een oppervlakte van 31,18 km². Fuente el Olmo de Fuentidueña telt 178 inwoners (1 januari 2016).

## Demografische ontwikkeling
Bron: INE, 1857-2011: volkstellingen
Opm.: In 1857 werd de gemeente Valles de Fuentidueña aangehecht